# Capoll Curt
Capoll Curt es un cultivar de higuera de tipo higo común Ficus carica, unífera (con una sola cosecha por temporada, los higos de otoño), con higos de epidermis con color de fondo verde amarillento con sobre color amarillo verdoso. Se cultiva en la colección de higueras de Montserrat Pons i Boscana en Llucmajor, Islas Baleares.

## Sinonimia
- sin sinónimos“,[4][6][7]

## Historia
Actualmente la cultiva en su colección de higueras baleares Montserrat Pons i Boscana, rescatada de un ejemplar o higuera madre localizada en el predio de "sa Basa Crua, cas Toro" propiedad de Miquel Cantallops, en plena Marina de Llucmajor.
La variedad 'Capoll Curt' se denomina de este modo por la ausencia de pedúnculo, incluso de cuello (Capoll:Pedúnculo, en catalán). Es conocida y cultivada en el término de Campos.

## Características
La higuera 'Capoll Curt' es una variedad unífera de tipo higo común. Árbol de vigorosidad y desarrollo mediano, copa deforme no muy espesa de hojas, ramaje irregular, emisión notable de rebrotes. Prolífica con cosecha en higos medianos de poca calidad. Sus hojas son de 3 lóbulos en su mayoría, menos de 5 lóbulos y pocas de 1 lóbulo. Sus hojas con dientes presentes márgenes serrados, poca pilosidad en el envés, con un ángulo peciolar obtuso. 'Capoll Curt' tiene mucho desprendimiento de higos, un rendimiento productivo mediano-alto y periodo de cosecha mediano. La yema apical cónica de color verde amarillento.
Los frutos de la higuera 'Capoll Curt' son higos de un tamaño de longitud x anchura:38 x 38mm, con forma esférica, que presentan unos frutos medianos, simétricos de forma, uniformes de dimensiones, de unos 29,930 gramos en promedio, cuya epidermis es de un grosor mediano, fina al tacto, de consistencia blanda, color de fondo verde amarillento con sobre color amarillo verdoso. Ostiolo de 2 a 3 mm con escamas pequeñas rosadas. Pedúnculo inexistente o de 0 a 1 mm cilíndrico verde. Grietas reticulares finas que cuando madura el higo se desarrollan grietas longitudinales gruesas. Costillas poco marcadas. Con un ºBrix (grado de azúcar) de 17 de sabor poco dulce, con color de la pulpa roja pálida. Con cavidad interna ausente o pequeña, con aquenios medianos en gran cantidad. Los frutos maduran durante un periodo de cosecha medio, de un inicio de maduración de los higos sobre el 17 de agosto al 28 de septiembre. Cosecha de poca  calidad con rendimiento productivo mediano-alto y periodo de cosecha mediano.
Se usa seco paso en alimentación humana, también en alimentación animal, ganado porcino y ovino. Fácil abscisión del pedúnculo y muy buena facilidad de pelado. Sensibles a las lluvias, y al agriado. Baja resistencia al transporte, y mediana a la apertura del ostiolo, así como al desprendimiento.

## Cultivo
'Capoll Curt', se utiliza como seco en alimentación humana, y en alimentación animal, ganado porcino y ovino. Se está tratando de recuperar de ejemplares cultivados en la colección de higueras baleares de Montserrat Pons i Boscana en Llucmajor.